# روبلیوفکا (استان آمور)
روبلیوفکا (به لاتین: Rublyovka) یک منطقهٔ مسکونی در روسیه است که در استان آمور واقع شده‌است.